# رمی ادفاراسین
رمی ادفاراسین (انگلیسی: Remi Adefarasin؛ زادهٔ ۲ فوریهٔ ۱۹۴۸) یک فیلم‌بردار اهل بریتانیا است.
وی برنده جایزه بفتا بهترین فیلم‌برداری در سال ۱۹۹۸ برای فیلم الیزابت شده است.

## فیلمشناسی

### سینما
- حقیقتاً، دیوانه‌وار، عمیقاً (۱۹۹۱)
- بیمار انگلیسی (۱۹۹۶) (director of photography: second unit)
- Sliding Doors (۱۹۹۸)
- الیزابت (۱۹۹۸)
- آنگین (۱۹۹۹)
- درباره پسر (۲۰۰۲)
- Unconditional Love (۲۰۰۲)
- جانی انگلیش (۲۰۰۳)
- عمارت متروکه (۲۰۰۳)
- In Good Company (۲۰۰۴)
- امتیاز نهایی (۲۰۰۵)
- اسکوپ (۲۰۰۶)
- لطف حیرت‌آور (۲۰۰۶)
- الیزابت: دوران طلایی (۲۰۰۷)
- فرد کلاوس (۲۰۰۷)
- Cemetery Junction (۲۰۱۰)
- فوکرهای کوچک (۲۰۱۰)
- The Cold Light of Day (۲۰۱۱)

### تلویزیون
- Sleepers (مجموعه تلویزیونی ۱۹۹۱)
- Wide-Eyed and Legless (فیلم تلویزیونی ۱۹۹۳)
- Cold Lazarus (مجموعه تلویزیونی ۱۹۹۶)
- اما (فیلم تلویزیونی ۱۹۹۶)
- Arabian Nights (مجموعه تلویزیونی ۲۰۰۰)
- دسته برادران (مجموعه تلویزیونی ۲۰۰۱)
- The Pacific (مجموعه تلویزیونی ۲۰۱۰)